# Fudbalski klub Crvena zvezda 2021-2022
Questa voce raccoglie le informazioni riguardanti il Fudbalski klub Crvena zvezda nelle competizioni ufficiali della stagione 2021-2022.

## Stagione
- In Superliga la Stella Rossa vince il suo ottavo titolo di campione di Serbia, totalizzando 100 punti.
- In Kup Srbije battendo in finale i rivali del Partizan per 2-1, la squadra di Stanković vince la sua quinta coppa nazionale.
- In UEFA Champions League i serbi vengono eliminati al terzo turno di qualificazione dallo Sheriff Tiraspol.
- In UEFA Europa League gli scozzesi dei Rangers battono la Stella Rossa agli ottavi di finale.

## Maglie e sponsor
| Casa | Trasferta | Terza divisa |

### Organigramma societario
- Allenatore:  Dejan Stanković
- Vice-Allenatore:  Nebojša Milošević
- Vice-Allenatore:  Miloš Milojević
- Vice-Allenatore:  Nenad Milijaš
- Analista:  Vincenzo Sasso
- Preparatore dei portieri:  Pierluigi Brivio
- Medico sociale:  Miodrag Mladenović
- Preparatore atletico:  Federico Pannoncini
- Preparatore atletico:  Marko Vasiljević
- Preparatore atletico:  Nikola Todorić
- Preparatore atletico:  Nikola Perišić
- Fisioterapista:  Goran Zuvić
- Fisioterapista:  Željko Vasojević
- Fisioterapista:  Petar Petrović
- Nutrizionista:  Branislav Rajić
- Chiropratico:  Aleksandar Marjanović
- Magazziniere:  Stojan Milanović
- Magazziniere:  Dragan Milanović
- Direttore Generale:  Žveždan Teržić
- Direttore Sportivo:  Mitar Mrkela
- Direttore Giovanile:  Dragan Mladenović
- Capo osservatore:  Marko Mitrović

## Rosa
| N. |                       | Ruolo | Calciatore          |
| -- | --------------------- | ----- | ------------------- |
| 1  | Serbia (bandiera)     | P     | Zoran Popović       |
| 2  | Serbia (bandiera)     | D     | Milan Gajić         |
| 4  | Montenegro (bandiera) | C     | Mirko Ivanić        |
| 6  | Serbia (bandiera)     | D     | Radovan Pankov      |
| 7  | Serbia (bandiera)     | C     | Nenad Krstičić      |
| 8  | Gabon (bandiera)      | C     | Guélor Kanga        |
| 9  | Serbia (bandiera)     | A     | Milan Pavkov        |
| 10 | Serbia (bandiera)     | C     | Aleksandar Katai    |
| 11 | Italia (bandiera)     | C     | Filippo Falco       |
| 15 | Austria (bandiera)    | D     | Aleksandar Dragović |
| 18 | Serbia (bandiera)     | C     | Njegoš Petrović     |
| 21 | Serbia (bandiera)     | C     | Petar Stanić        |
| 22 | Serbia (bandiera)     | C     | Veljko Nikolić      |
| 23 | Serbia (bandiera)     | D     | Milan Rodić         |

| N. |                           | Ruolo | Calciatore              |
| -- | ------------------------- | ----- | ----------------------- |
| 24 | Italia (bandiera)         | D     | Cristiano Piccini       |
| 25 | Serbia (bandiera)         | D     | Strahinja Eraković      |
| 30 | Paesi Bassi (bandiera)    | A     | Richairo Živković       |
| 31 | Comore (bandiera)         | A     | Ben Nabouhane           |
| 35 | Costa d'Avorio (bandiera) | C     | Sekou Sanogo            |
| 38 | Serbia (bandiera)         | C     | Nikola Stanković        |
| 39 | Francia (bandiera)        | A     | Loïs Diony              |
| 49 | Serbia (bandiera)         | C     | Andrija Radulović       |
| 51 | Serbia (bandiera)         | C     | Miloš Gordić            |
| 55 | Serbia (bandiera)         | C     | Slavoljub Srnić         |
| 77 | Serbia (bandiera)         | D     | Marko Gobeljić          |
| 82 | Canada (bandiera)         | P     | Milan Borjan (capitano) |
| 93 | Francia (bandiera)        | D     | Axel Bakayoko           |
| 99 | Norvegia (bandiera)       | A     | Ohi Omoijuanfo          |

## Risultati

### Coppa di Serbia
| Arbitro: | Milanović |

|                |           |              |
| Katai 26’, 73’ | Marcatori | 62’ Urošević |

### Champions League

#### Qualificazioni
| Arbitro: | Meler |

|                       |           |                      |
| Kanté 24’ Bagnack 79’ | Marcatori | 57’ (aut.) Mikanović |

| Arbitro: | Treimanis |

|                                              |           |  |
| Katai 9’, 42’ Diony 21’ Ivanić 49’ Falco 56’ | Marcatori |  |

| Arbitro: | Haţegan |

|             |           |               |
| Diony 45+1’ | Marcatori | 33’ Castañeda |

| Arbitro: | Zwayer |

|                |           |  |
| Arboleda 45+2’ | Marcatori |  |

### Europa League

#### Spareggi
| Arbitro: | Kabakov |

|                                                  |           |  |
| Pavkov 5’ Katai 38’ Ben Nabouhane 68’ Ivanić 77’ | Marcatori |  |

| Arbitro: | Oliver |

|              |           |                            |
| Debeljuh 34’ | Marcatori | 5’ (rig.) Katai 53’ Pavkov |

#### Fase a gironi
| Arbitro: | Beaton |

|                            |           |            |
| Rodić 75’ Katai 85’ (rig.) | Marcatori | 76’ Galeno |

| Arbitro: | Brisard |

|  |           |           |
|  | Marcatori | 64’ Kanga |

| Arbitro: | Reinshreiber |

|          |           |            |
| Dyhr 78’ | Marcatori | 58’ Ivanić |

| Arbitro: | Bognár |

|  |           |                  |
|  | Marcatori | 56’ (aut.) Kanga |

| Arbitro: | Sánchez Martínez |

|            |           |  |
| Ivanić 57’ | Marcatori |  |

| Arbitro: | Guida |

|                   |           |                  |
| Galeno 52’ (rig.) | Marcatori | 70’ (rig.) Katai |

#### Fase a eliminazione diretta
| Arbitro: | Gözübüyük |

|                                              |           |  |
| Tavernier 11’ (rig.) Morelos 15’ Balogun 51’ | Marcatori |  |

| Arbitro: | Kovács |

|                                       |           |          |
| Ivanić 10’ Ben Nabouhane 90+3’ (rig.) | Marcatori | 56’ Kent |